# Felipe de Artois
Felipe de Artois (1269-1298) fue el mayor de los hijos de Roberto II de Artois y Amicie de Courtnay. Fue señor de Conches, Nanocourt y Damfront y conde de Artois.

## Matrimonio e hijos
Contrajo matrimonio con Blanca de Bretaña, hija de Juan II de Bretaña y Beatriz de Inglaterra y por tanto nieta por parte paterna de Juan I de Bretaña y Blanca de Navarra, así como nieta por parte materna de Enrique III de Inglaterra y de Leonor de Provenza, matrimonio del que nacerían cinco hijos:
- Margarita de Artois (1285-1311), esposa de Luis de Évreux y madre del rey de Navarra, Felipe III
- Roberto de Artois (1287-1342), protagonistas de una de las querellas sucesorias más importante de la Edad Media
- Isabel de Artois (1288-1344, religiosa
- Juana de Artois (1289-1347), esposa de Gastón I de Foix
- María de Artois (1291-1365), casada con Juan I de Namur

## Muerte
Felipe de Artois sirvió, bajo el mando de su padre, en la batalla de Furnes, donde fue herido gravemente, de lo que nunca se recuperó muriendo un año después a causa de las heridas. Su muerte privó de todo derecho de sucesión sobre el Artois a su hijo; las posesiones de su padre pasarían a dominio de su hermana Mahaut de Artois.